# 红花属
红花属（学名：Carthamus）是菊科下的一个属，为一年生草本植物。该属共有约13种，分布于地中海地区、非洲和亚洲。

## 下属物种
- 毛红花 Carthamus lanatus
- 红花 Carthamus tinctorius